# Проти Ератосфена
Проти Ератосфена— одна з промов давньогрецького оратора Лісія. Точної дати заснування не відомо і досьогодні.

## Суть промови
Землероб Евфілет убив коханця своєї дружини Ератосфена, заставши його на
місці злочину. Евфілет спирається на закон, що дозволяє в цьому випадку
вбивство. Його ж противники стверджують, що він сам заманив Ератосфена до себе
в будинок і вбив його через ворожнечу. Справа розглядалася в афінському "суді присяжних ". Ця промова, написана Лісієм для Евфілета, відрізняється особливою яскравістю. Розгортається художня драматична картина з низкою персонажів, деякі з них згодом будуть типовими для побутової грецької комедії.

## Історія створення
Ціллю цієї промови, як і будь-якої іншої судової промови подібного характеру, є безперечно захист і виправдання обвинуваченого. Тому представлена праця по засобам художньої, композиційної та ідейної майстерності повинна переконати суддів у своїй істинності. Мова Евфілета звучить дуже переконливо, оскільки вона логічна, правдоподібна і з точки зору змісту, і з точки зору мови. Сам Лісій, будучи талановитим оратором, прагнув написати промову саме від імені простого хлібороба, тому вона здається дуже простою і за стилем, і за формою. Не випадково, графічно вона представлена у вигляді одного абзацу. Це означає, що мовець викладає думки довільно, але рівно і без плутанини, хоча кожен знає, що промова була написана заздалегідь (це було прийнято в античності). Вона носить відтінки як розмовного, так і публіцистичного стилів, поєднуючи аппелятивні та побутові вирази.

## Сюжет
Евфілет розповідає про своє життя з моменту появи в ньому його дружини. Він захоплюється нею, сильно її звеличує: «вона була найкращою дружиною у світі: відмінна, економна господиня, обачливо керувала всім будинком». У них народилася дитина, що додало чоловікові впевненості в ній і їхніх відносинах. Але після смерті його матері все змінилося. Коли дружина прийшла на її похорон, то побачила якогоссь чоловіка і відразу ж в нього закохалася. Цього спокусника звали Ератосфен. У таємниці від Евфілета Ератосфен часто бував у його будинку і вдавався до любовних утіх з його дружиною. Впевнений у вірності дружини чоловік не помічав навіть найочевидніших речей: дивні скрипи дверей, випадкові зникнення дружини. Але одного разу до нього на вулиці підійшла одна жінка і розповіла правду про те, що відбувається в його родині. Вона вказала на служницю, яка, за її словами, теж брала участь у цьому злочині, і вона незабаром була допитана господарем. Під страхом відправлення на каторжні роботи служниця розповіла все, що знала, і навіть пообіцяла допомогти у викритті цього неподобства.
Якось, коли Ератосфен в черговий раз прийшов в будинок Евфілета, служниця простежила його шлях і залишила відкритими двері, де знаходилися дружина Евфілета з коханцем. Після певного сигналу Евфілет, озброєний та узявши з собою достатню кількість свідків, увірвався в кімнату, де знаходилися зрадники. Він пообіцяв помститися йому в особі закону, позбавивши злочинця життя. 